# Tisámeno (hijo de Tersandro)
En la mitología griega, Tisámeno, fue un rey de Tebas, hijo de Tersandro y Demonasa, la hija de Anfiarao. Cuando murió Tersandro en Misia, en la Guerra de Troya, Peneleo fue elegido regente porque Tisámeno era menor de edad. Se conoce poco sobre su reinado. Le sucedió en el trono su hijo Autesión.
| Predecesor: Peneleo | Reyes de Tebas | Sucesor: Autesión |